# Battle Stadium D.O.N
Battle Stadium D.O.N (バトルスタジアムＤＯＮ) est un jeu vidéo de combat, développé par Eighting et Q Entertainment puis édité par Namco Bandai Games, sorti sur GameCube et PlayStation 2 le 20 juillet 2006 au Japon.

## Personnages
On y retrouve des personnages tirés des univers de Dragon Ball Z, One Piece et Naruto d'où les initiales présentes dans le titre.
- Dragon Ball Z
  - Son Gokû
  - Son Gohan
  - Vegeta
  - Piccolo
  - Freezer
  - Boo
  - Trunks
  - Cell
- One Piece
  - Monkey D. Luffy
  - Nami
  - Zorro Roronoa
  - Usopp
  - Sanji
  - Tony Tony Chopper
- Naruto
  - Naruto
  - Sakura
  - Sasuke
  - Kakashi
  - Gaara
  - Rock Lee

## Stages
Les stages suivant sont disponibles.
- Dragon Ball Z
  - Capitale de l'Ouest
  - Tenkaichi Budokai
  - Namek
  - Salle de l'Esprit et du Temps
- One Piece
  - Vogue Merry
  - Baratie
  - Skypiea
- Naruto
  - Rues de Konoha
  - Restaurant de Ramen de Konoha
  - Vallée de la Fin
  - Forêt de la mort